# Nueva Rosita, Chiapas
Nueva Rosita är en ort i Mexiko.   Den ligger i kommunen La Trinitaria och delstaten Chiapas, i den sydöstra delen av landet, 900 km öster om huvudstaden Mexico City. Nueva Rosita ligger 1 503 meter över havet och antalet invånare är 254.
Terrängen runt Nueva Rosita är kuperad åt sydost, men åt nordväst är den platt. Runt Nueva Rosita är det ganska glesbefolkat, med 43 invånare per kvadratkilometer. Närmaste större samhälle är Vicente Guerrero, 13,0 km sydväst om Nueva Rosita. I omgivningarna runt Nueva Rosita växer i huvudsak städsegrön lövskog.